# Джон Кліфтон (тенісист)
Джон Кліфтон (англ. John Clifton; нар. 19 лютого 1946) — колишній британський тенісист.
Найвищу одиночну позицію світового рейтингу — 243 місце досяг 3 червня 1974 року.
Найвищим досягненням на турнірах Великого шолома було 3 коло в парному розряді.

## Фінали Гран-прі за кар'єру

### Парний розряд: 1 (0–1)
| Результат | Ранг | Рік  | Турнір                   | Покриття | Партнер   | Суперники                  | Рахунок       |
| --------- | ---- | ---- | ------------------------ | -------- | --------- | -------------------------- | ------------- |
| Поразка   | 1.   | 1971 | Ньюпорт, Велика Британія | Трава    | Джон Пейш | Кен Роузволл Роджер Тейлор | 5–7, 6–3, 2–6 |